# 二硫化六羰基二铁
二硫化六羰基二铁是一种有机铁化合物，化学式为Fe2(μ-S2)(CO)6，它在金属有机化学中用作合成铁硫簇的前驱体。它常用于模拟[FeFe]-氢化酶的H簇。
Fe2(μ-S2)(CO)6最初于1958年由五羰基铁和五硫化钠反应制得。
该反应的另一产物是Fe3S2(CO)9。